# قائمة رؤساء كازاخستان
رئيس كازاخستان هو أعلى منصب في جمهورية كازاخستان. شغل هذا المنصب منذ استقلال كازاخستان عن الاتحاد السوفيتي في 24 أبريل 1990 هو الرئيس الأول لكازخستان نور سلطان نزارباييف حتى استقالته من منصب الرئيس عام 2019 بسبب ظروف صحية .
هذه القائمة توضح فترات إعادة انتخاب نزارباييف كرئيس للبلاد:

## رؤساء كازاخستان (1991 - حتى الآن)
| التسلسل. | الصورة                                          | الاسم (الولادة–الوفاة) | الانتخاب            | فترة الحكم                      | فترة الحكم         | فترة الحكم      | الانتماء السياسي |
| التسلسل. | الصورة                                          | الاسم (الولادة–الوفاة) | الانتخاب            | بداية الفترة                    | انتهاء الفترة      | مدة المنصب      | الانتماء السياسي |
| -------- | ----------------------------------------------- | ---------------------- | ------------------- | ------------------------------- | ------------------ | --------------- | ---------------- |
| 1        | نور سلطان نظرباييف (1940–)Нұрсұлтан Назарбаев   |                        | —                   | 24 نيسان 1990                   | 1 كانون الأول 1991 | 27 سنة و94 يوما | شيوعي            |
| 1        | نور سلطان نظرباييف (1940–)Нұрсұлтан Назарбаев   | 1 1991                 | 1 كانون الأول 1991  | 14 كانون الأول 1991             |                    | 27 سنة و94 يوما | شيوعي            |
| (1)      | نور سلطان نظرباييف (1940–)Нұрсұлтан Назарбаев   | 1 1991                 | 14 كانون الأول 1991 | 29 نيسان 1999                   | مستقل              | 27 سنة و94 يوما |                  |
| (1)      | نور سلطان نظرباييف (1940–)Нұрсұлтан Назарбаев   | 2 1999                 | 29 نيسان 1999       | 1 آذار 1999                     | مستقل              | 27 سنة و94 يوما |                  |
| (1)      | نور سلطان نظرباييف (1940–)Нұрсұлтан Назарбаев   | 2 1999                 | 1 آذار 1999         | 4 كانون الأول 2005              | نور وطن            | 27 سنة و94 يوما |                  |
| (1)      | نور سلطان نظرباييف (1940–)Нұрсұлтан Назарбаев   | 3 2005                 | 4 كانون الأول 2005  | 1 كانون الأول 2006              | نور وطن            | 27 سنة و94 يوما |                  |
| (1)      | نور سلطان نظرباييف (1940–)Нұрсұлтан Назарбаев   | 3 2005                 | 1 كانون الأول 2006  | 4 نيسان 2011                    | نور وطن            | 27 سنة و94 يوما |                  |
| (1)      | نور سلطان نظرباييف (1940–)Нұрсұлтан Назарбаев   | 4 2011                 | 4 نيسان 2011        | 29 نيسان 2015                   | نور وطن            | 27 سنة و94 يوما |                  |
| (1)      | نور سلطان نظرباييف (1940–)Нұрсұлтан Назарбаев   | 2015                   | 29 نيسان 2015       | 20 آذار 2019 (استقال من المنصب) | نور وطن            | 27 سنة و94 يوما |                  |
| 2        | قاسم جومارت توكاييف Қасым-Жомарт Тоқаев (1953–) | 2015                   |                     | 20 آذار 2019                    | نور وطن            | 12 حزيران 2019  | 6 سنوات و1 يوم   |
| 2        | قاسم جومارت توكاييف Қасым-Жомарт Тоқаев (1953–) | 2019                   | 12 حزيران 2019      | في المنصب                       | نور وطن            |                 | 6 سنوات و1 يوم   |